# Szrot

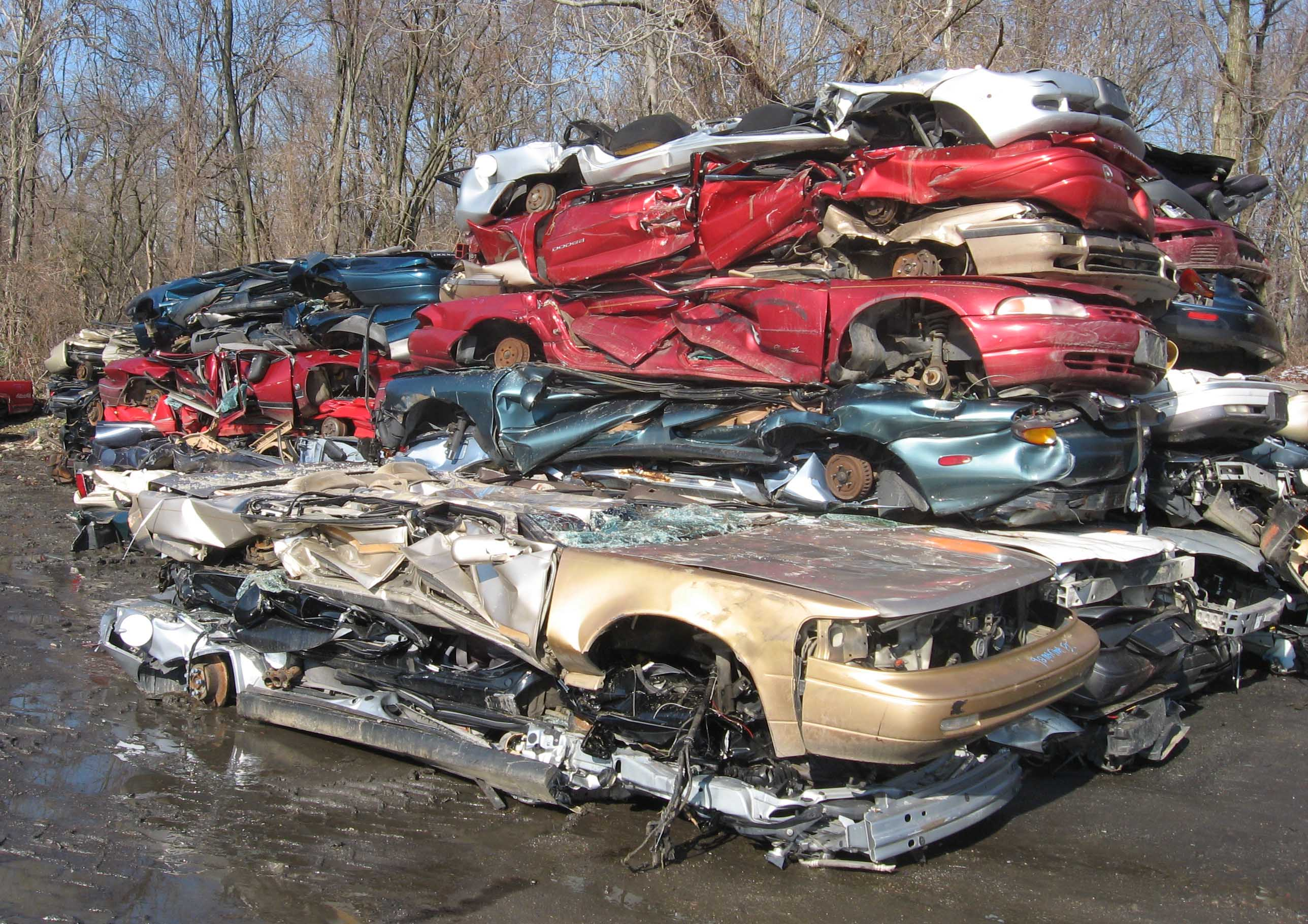
Sprasowanie aut po demontażu elementów przeznaczonych na rynek wtórny

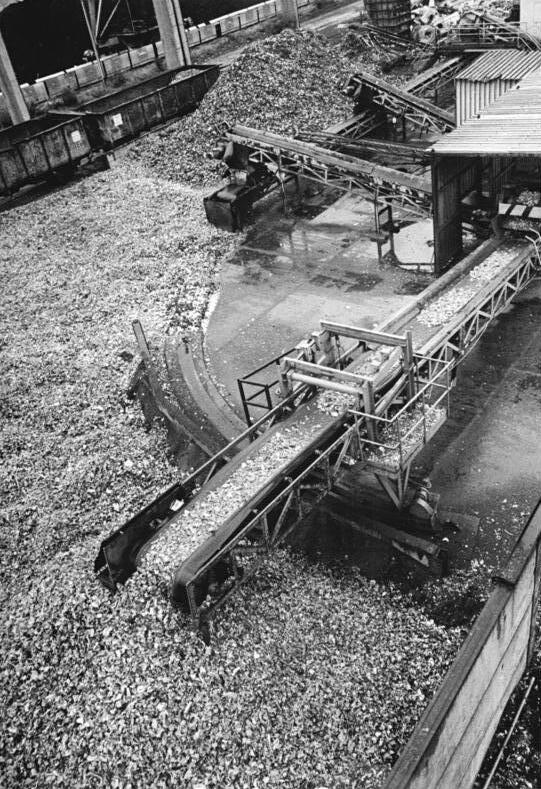
Po czym wyspecjalizowane maszyny do rozdrabiania złomu (strzępiarki) tną wraki aut i rozdzielają frakcje metali

Szrot (też autoszrot) – potoczna nazwa stacji demontażu pojazdów samochodowych, na której zazwyczaj można także kupić używane części samochodowe.
Polska nazwa wywodzi się od niemieckiego słowa Schrott, oznaczającego (dosłownie: „odcięty kawałek”) złom.

## Autoszrot a dziupla samochodowa
Nie należy mylić ani utożsamiać pojęcia autoszrotu z tzw. dziuplą samochodową. Choć i tu, i tu można nabyć po korzystnej cenie używane części samochodowe, to o ile w pierwszym punkcie jest to zwykle legalne, to w drugim przypadku narażamy się na zarzut paserstwa.